# 팜스역
팜스역(Palms Station)은 로스앤젤레스 군 광역철도의 전철역 중 하나이다. 로스앤젤레스의 팜스 인근에 있는 내셔널 대로(National Boulevard)와 팜스 대로(Palms Boulevard)의 교차로에 위치하며, 현재 엑스포선이 운행되고 있다.

## 역 구조
| 승강장 | 엑스포선                        | ← 웨스트우드/랜초 파크 역 Westwood/Rancho Park Station ← 다운타운 샌타모니카 역 행 (종착점행) |
| 승강장 | 섬식 승강장, 왼쪽 출입문이 열림 |                                                                                               |
| 승강장 | 엑스포선                        | → 컬버시티 역 Culver City Station → 7th 스트리트/메트로센터 역 행 (기점행)                    |

이 역이 위치한 로스앤젤레스의 팜스는, I-10 바로 남부와 컬버시티 북쪽에 밀집한 주택가 지역이다. 캐슬 하이츠와 체비엇 힐스 인근까지 도보로 갈 수 있다.
역 위치는 내셔널·팜스·엑스포지션 대로의 삼거리 바로 서쪽 I-10과 인접해 있으며, 내셔널 대로 위의 경사면에 자리잡고 있다. 역의 동쪽 끝에 있는 계단과 엘리베이터로 접근이 가능하다.
건설은 에어 라인 시대의 기존 철제 교량을 통합하고, 내셔널/팜스 교차로를 지나는 역의 바로 동쪽의 새로운 콘크리트 교량을 추가하였으며, 역의 서쪽의 기존 철도 터널을 재사용하였다.

## 역사

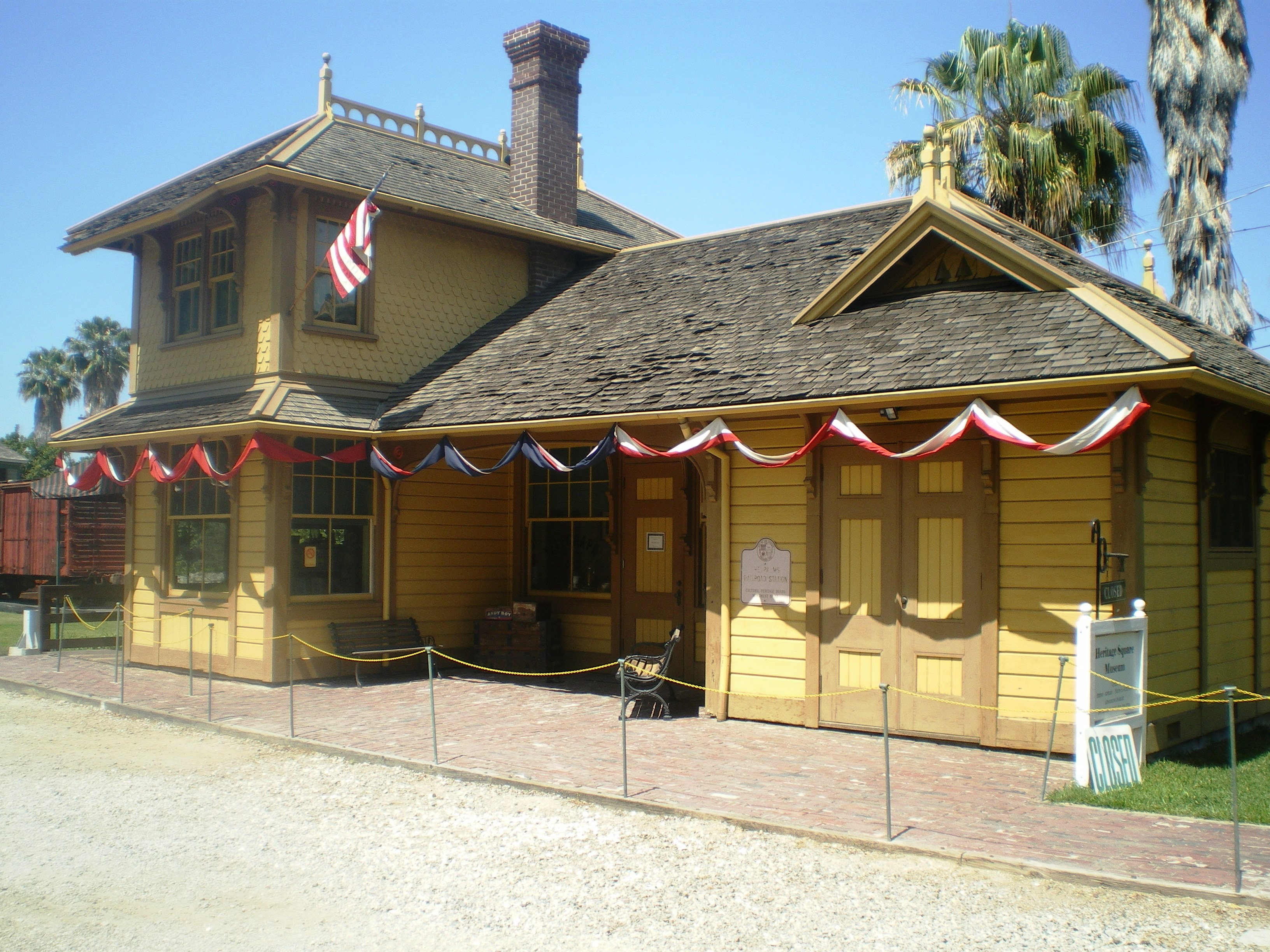
현재 헤리티지 스퀘어 박물관에 위치한 1875년 더 팜스 차고지 건물

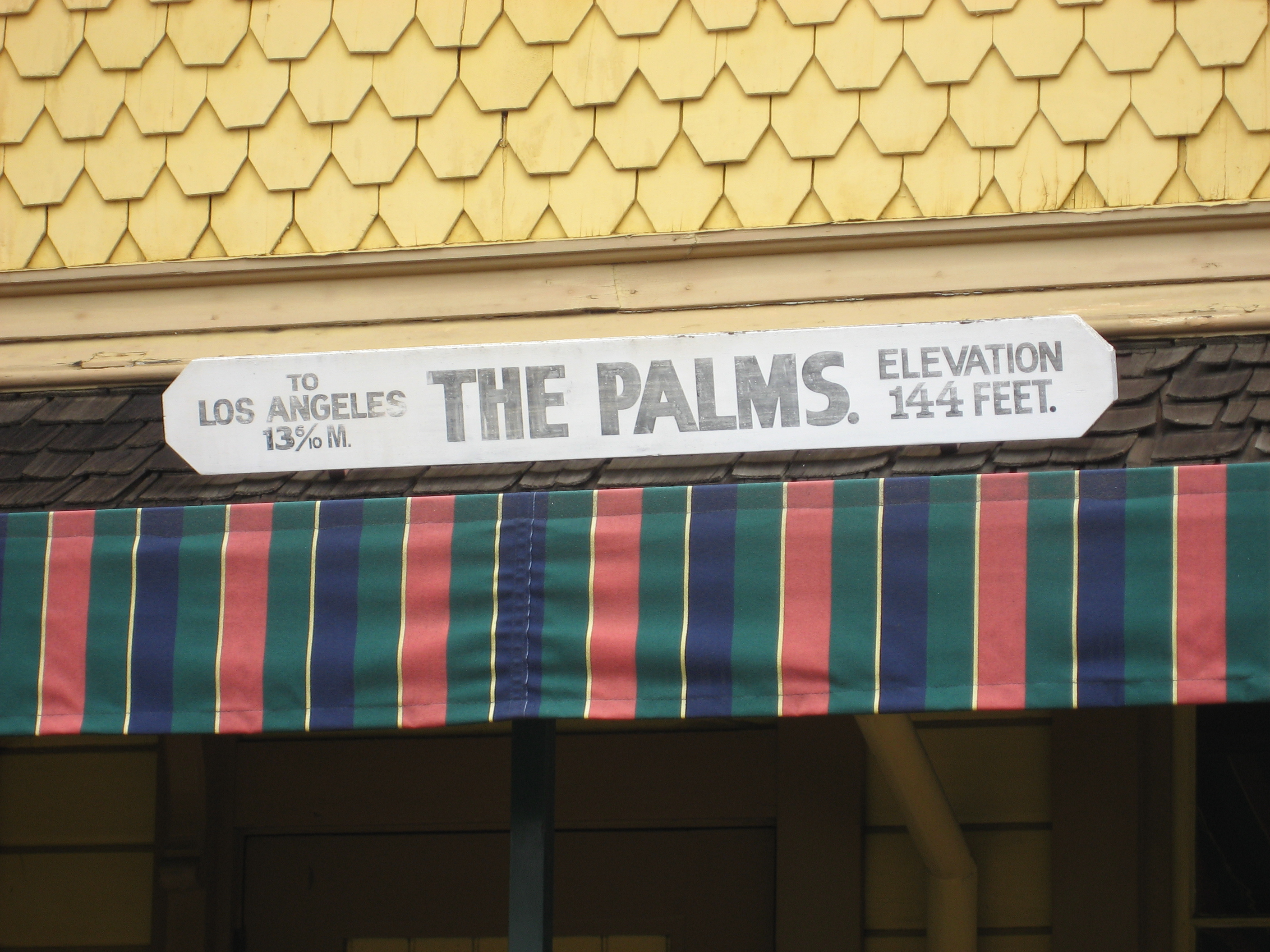
현재 헤리티지 스퀘어 박물관에 있는 더 팜스 열차 차고지 건물의 역명판

베이 뷰(Bay View)는 로스앤젤레스 & 인디펜던트 철도의 정류장이었다. 1886년에 더 팜스(The Palms)로 개명되었다.
이스트레이크식 팜스-서던 퍼시픽 철도 차고지 건물은 현재 역 위치에서 서쪽으로 약 600 야드 (550 m) 떨어진 선로 남쪽에 위치해 있었으며, 1953년 퍼시픽 일렉트릭 에어 라인이 폐쇄될 때까지 철도 운행을 유지했다.
많은 영화들에서 사용된 이 건물은 결국 황폐해지고 버려졌지만, 1963년에 로스앤젤레스 역사-문화 기념물로 지정되었다. 풀뿌리 단체인 S.O.S(Save Our Station)는 1976년 2월 아로요 세코의 몬테시토 하이츠 공동체에 있는 헤리티지 스퀘어 박물관 부지로 옮겼다. 현재는 박물관의 상점과 방문객 센터 역할을 하고 있다.

## 역명 선정
원래 재개장시 "내셔널/팜스(National/Palms)"로 개칭될 예정이었으나, 팜스 주거 협의회(Palms Neighborhood Council)의 요청으로 "팜스(Palms)"로 남게 되었다. 해당 협의회의 결의안은 다음과 같이 진술했다.
퍼시픽선 팜스역은 도시의 서쪽에 있는 중요한 랜드마크였으며, 그 주변에서 성장한 지역 사회는 로스앤젤레스의 서부에서 가장 오래된 지역 중 하나입니다. 이해 관계자들은 이 역의 이름이 팜스에게 중요한 브랜딩 기회 일뿐만 아니라 로스앤젤레스가 가장 오래되고 가장 다양한 지역 사회 중 하나에서 역사와의 연계성을 회복할 수 있는 기회라고 생각합니다.

2013년 4월 25일, 메트로 이사회는 역의 공식 명칭 투표에서 "팜스(Palms)"를 결정했다.

## 연결 가능한 대중교통
- 샌타모니카 빅 블루 버스: 5, 17
- 플릭스버스[8]